# Lan Yuhao
Lan Yuhao (chiń. 蓝裕豪; ur. 26 sierpnia 2008) – chiński snookerzysta. W 2005 zakwalifikował się na 2 lata do gry w zawodowym World Snooker Tour.

## Kariera
Lan Yuhao zwrócił na siebie uwagę już w młodym wieku. Jego trenerem jest Li Jianbing. który jest również trenerem mistrzyni świata kobiet Bai Yulu. W 2019 roku wygrał chińskie mistrzostwa juniorów w Kantonie. Swój pierwszy występ w reprezentacji narodowej zaliczył cztery lata później w Arabii Saudyjskiej na Mistrzostwach Świata U-17, gdzie dotarł do ćwierćfinału. Następnie startował również w kategorii wiekowej U21. Tam dotarł do następnej rundy i uległ dopiero w półfinale późniejszemu zwycięzcy Liamowi Daviesowi. W kolejnym roku otrzymał jedną z czterech dzikich kart dla młodych talentów na World Open, grając tym samym po raz pierwszy w zawodowym turnieju.
Dwa miesiące później wziął udział w dwóch turniejach azjatyckich w ramach Q School, aby samemu uzyskać status profesjonalisty. W pierwszym turnieju przegrał dopiero w przedostatniej rundzie z byłym zawodowcem Sunnym Akanim, w drugim turnieju dotarł do decydującego meczu, w którym przegrał 2-4 z Harisem Tahirem z Pakistanu. Pozostał mu już tylko rok udziału w krajowym CBSA China Tour w sezonie 2024/25. W pierwszym turnieju rankingowym pokonał Peng Yisonga i Luo Honghao, obecnego i byłego zawodowca, a przegrał dopiero w finale ze starszym o dziewięć lat Yao Pengchengiem. W drugim turnieju w Haining dotarł do 1/8 finału. To wystarczyło, aby w wieku 16 lat zapewnić sobie jedno z dwóch miejsc w World Snooker Tour według rankingu CBSA, co umożliwiło mu udział w turniejach zawodowych w dwóch kolejnych sezonach.

## Występy w turniejach w karierze
| Ranking                    | [ i ] | [ ii ] |
| Turnieje rankingowe        |       |        |
| Championship League        | A     | RR     |
| Saudi Arabia Masters       | NH    |        |
| Wuhan Open                 | NH    | LQ     |
| English Open               | A     |        |
| British Open               | A     | LQ     |
| Xi'an Grand Prix           | NH    |        |
| Northern Ireland Open      | A     |        |
| International Championship | A     |        |
| UK Championship            | A     |        |
| Shoot Out                  | A     |        |
| Scottish Open              | A     |        |
| German Masters             | A     |        |
| World Grand Prix           | DNQ   |        |
| Players Championship       | DNQ   |        |
| Welsh Open                 | A     |        |
| World Open                 | LQ    |        |
| Tour Championship          | DNQ   |        |
| World Championship         | A     |        |

1. ↑  Był amatorem.
2. ↑  Nowi gracze w Tourze nie mają rankingu.

| Legenda tabeli wyników              | Legenda tabeli wyników       | Legenda tabeli wyników                     | Legenda tabeli wyników                                                              | Legenda tabeli wyników                     | Legenda tabeli wyników                     |
| ----------------------------------- | ---------------------------- | ------------------------------------------ | ----------------------------------------------------------------------------------- | ------------------------------------------ | ------------------------------------------ |
| LQ                                  | odpadnięcie w kwalifikacjach | #R                                         | odpadnięcie we wczesnej fazie turnieju (WR = runda dzikich kart, RR = faza grupowa) | QF                                         | przegrana w ćwierćfinale                   |
| SF                                  | przegrana w półfinale        | F                                          | przegrana w finale                                                                  | W                                          | zwycięstwo                                 |
| DNQ                                 | nie zakwalifikował/a się     | A                                          | nie brał/a udziału                                                                  | WD                                         | zrezygnował/a w trakcie turnieju           |
| Legenda oznaczeń w tabelach wyników |                              |                                            |                                                                                     |                                            |                                            |
| NH / Nie roz.                       | NH / Nie roz.                | Turniej nie odbył się.                     | Turniej nie odbył się.                                                              | Turniej nie odbył się.                     | Turniej nie odbył się.                     |
| NR / Nie-rank.                      | NR / Nie-rank.               | Turniej nie był zaliczany jako rankingowy. | Turniej nie był zaliczany jako rankingowy.                                          | Turniej nie był zaliczany jako rankingowy. | Turniej nie był zaliczany jako rankingowy. |
| R / Rank.                           | R / Rank.                    | Turniej był zaliczany jako rankingowy.     | Turniej był zaliczany jako rankingowy.                                              | Turniej był zaliczany jako rankingowy.     | Turniej był zaliczany jako rankingowy.     |
| MR / Minor-Rank.                    | MR / Minor-Rank.             | Turniej był zaliczany jako minor ranking.  | Turniej był zaliczany jako minor ranking.                                           | Turniej był zaliczany jako minor ranking.  | Turniej był zaliczany jako minor ranking.  |